# محمد حسيني (سياسي)
محمد حسيني (بالفارسية: سید محمد حسینی) هو سياسي إيراني، ولد في 1961 في رفسنجان في إيران. انتخب عضو مجلس الشورى الإسلامي.